# Relaciones entre la familia Uribe Vélez y el Cartel de Medellín
Las supuestas relaciones entre la familia Uribe Vélez y el cartel de Medellín han sido objeto de denuncias formuladas por destacados periodistas colombianos, tales como Felipe Zuleta y Daniel Coronell, así como por figuras políticas opositoras al expresidente Álvaro Uribe, entre ellos Carlos Gaviria Díaz, Jorge Enrique Robledo, Gustavo Petro y Piedad Córdoba.

## Lista de la Agencia de Inteligencia de la Defensa de Estados Unidos

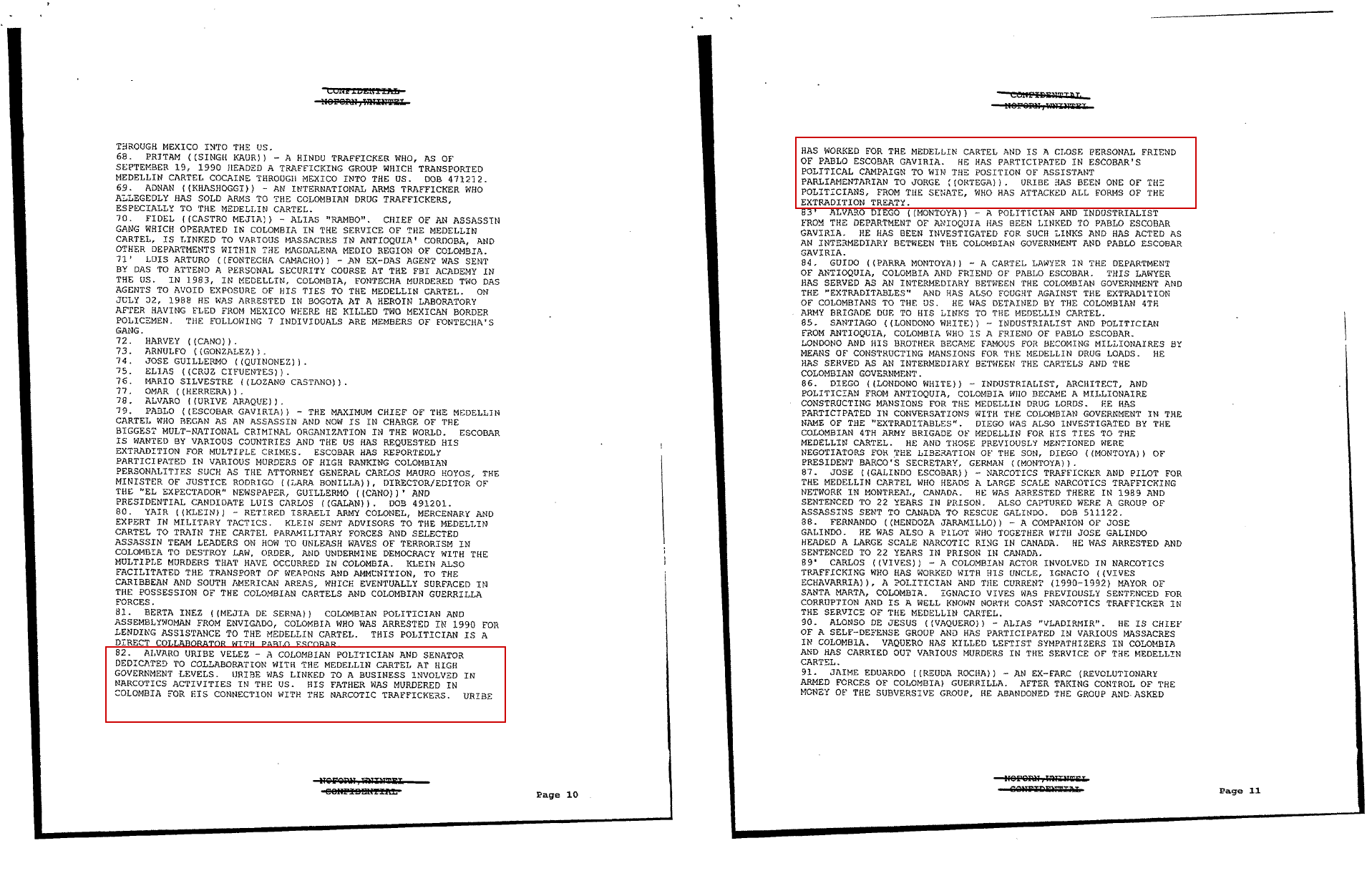
Álvaro Uribe en la lista.

En 2004 se desclasificó un documento de 1991 de la Agencia de Inteligencia de la Defensa de Estados Unidos, contentivo de un informe con "información no evaluada" en el cual Álvaro Uribe aparece con el número 82 en una lista que contiene los nombres de "los narcotraficantes colombianos más importantes", siendo señalado como colaborador del Cartel de Medellín y amigo íntimo de Pablo Escobar, además de participar en su campaña al Congreso y atacar, como senador, el Tratado de Extradición de Colombia con Estados Unidos.
Morris D. Busby, quien sirvió como embajador de los Estados Unidos en Colombia entre 1991 y 1994, advirtió que algunos de los informes recogidos por agencias de inteligencia llegaban a conclusiones cuestionables. Tanto él como otros diplomáticos y oficiales de inteligencia estadounidenses a los que se habló sobre el informe señalaron que la calificación de éste como "información no evaluada" indica que su autor se basó en datos en bruto que no fueron confirmados.
Bernard W. Aronson, ex secretario de Estado adjunto para América Latina y enviado especial de Estados Unidos para el proceso de paz, quien supervisó de cerca la guerra estadounidense contra las drogas en Colombia en la década de 1990, dijo que los informes de inteligencia sobre narcotráfico a veces estaban influenciados por rivalidades entre la Agencia Central de Inteligencia, la Agencia de Inteligencia de la Defensa, la Administración de Control de Drogas y "otras fuertemente involucradas en Colombia", que buscaban conseguir financiación y prestigio. Añadió que las personas que trabajan para estas agencias tienden a ser valientes, pero que a veces son deshonestos, descuidados, y no siempre son conocidos por sus habilidades analíticas.
El gobierno de Álvaro Uribe Vélez rechazó el informe:

"La Presidencia de la República ha tenido conocimiento en el día de hoy sobre información en poder de algunos medios de comunicación, relativa a un documento de la Defense Inteligente Agency de los Estados Unidos, elaborado en septiembre de 1991. Dicho documento fue revelado en virtud de un derecho de petición en ese país.

"El documento sugiere que Álvaro Uribe Vélez tenía en ese entonces relaciones con el narcotráfico y el Cartel de Medellín, que su padre fue asesinado por sus relaciones con los narcotraficantes, que era amigo personal de Pablo Escobar y participó en la campaña que llevó a este a la Cámara de Representantes como segundo renglón de Jairo Ortega, y que, como Senador, Uribe se opuso al tratado de extradición.
El documento señala que se trata de información que no fue evaluada (“Not finally evaluated”).
Frente a lo anterior, la Presidencia de la República informa lo siguiente:
1) Esta información es la misma que, en su momento, hizo parte de los ataques de que fue objeto el presidente Álvaro Uribe Vélez como candidato durante su campaña presidencial.
2) En 1991, Álvaro Uribe Vélez, entonces Senador, estuvo en los Estados Unidos en un programa académico de la Universidad de Harvard, mientras sesionaba la Asamblea Constituyente, periodo durante el cual tuvo lugar la revocatoria del Congreso.
3) Álvaro Uribe Vélez no ha tenido negocios de ningún tipo en el extranjero. Como lo explicó durante su campaña a los medios de comunicación, cuando se debatieron los mismos temas, sólo tuvo dos cuentas bancarias en el exterior: una en un banco de Bostón, adjunto a la Universidad de Harvard y otra en Oxford, Inglaterra, mientras estuvo en esa universidad en 1998. No tiene un solo bien en el extranjero.
4) Alberto Uribe Sierra, padre del Presidente, fue asesinado por el 5º frente de las FARC el 14 de junio de 1983 al resistir un intento de secuestro. Uribe Sierra enfrentó a sus secuestradores; en el enfrentamiento resultó herido su hijo Santiago.
5) Álvaro Uribe Vélez fue elegido Senador en tres oportunidades: en 1986, 1990 y 1991 como miembro del movimiento “Directorio Liberal de Antioquia - Sector Democrático“. (Jairo Ortega, de quien Escobar fue segundo renglón, fue elegido a la Cámara de Representantes por un movimiento diferente en 1982).
6) En los anales del Congreso de 1989, consta la posición del senador Uribe Vélez sobre la extradición. La única que el senador tuvo sobre el tema durante su desempeño como Senador.
Posición que fue reiterada en el año 2002 por el entonces candidato presidencial en entrevistas para los periódicos El Tiempo y El Espectador de Bogotá y la Cadena Radial Caracol:
"Después, en la segunda ronda, infortunadamente, la Cámara de Representantes incluyó ese mico para que se llevara un referéndum preguntándoles a los colombianos si rechazaban o no la extradición en lo que deberían ser las elecciones parlamentarias de marzo de 1990". (…) “yo me levante y dije que era altamente inconveniente que ese referéndum coincidiera con las elecciones parlamentarias porque entonces se corría el riesgo de que el narcotráfico presionara esas elecciones. Dije que una alternativa debería ser que, si se iba a llevar adelante el referendo se llevará adelante después de las elecciones parlamentarias y después de la elección presidencial, para que no hubiera lugar a presiones". (El Tiempo, 23 de marzo de 2003).
7) Durante su Gobierno, Álvaro Uribe ha autorizado la extradición de más de 170 personas solicitadas por diferentes países para ser juzgadas por narcotráfico y otros delitos, incluido el lavado de activos.
8) Como Presidente se opone a la modificación del mecanismo de extradición vigente.

Bogotá, 30 de julio de 2004
Presidencia de la República

## "Los vínculos de Uribe"
El 20 de febrero de 2007, el Diario Clarín de Argentina publicó una nota firmada por Pablo Biffi, titulada “Los vínculos de Uribe”. En ella el periodista citó como fuente a varios medios de comunicación para sugerir posibles relaciones eventualmente ilegales o reprochables del entonces presidente Uribe en el pasado con respecto al Cartel de Medellín y al paramilitarismo.
La embajada de Colombia en Argentina respondió a dichas acusaciones. Con respecto a la afirmación de que Uribe entregó licencias a hombres del Cartel de Medellín cuando se desempeñaba como director de la Aeronáutica Civil, la Embajada señaló que Uribe ya había hecho alusión al tema en una entrevista concedida a la cadena de radio colombiana Caracol Radio el 18 de febrero de 2002:

"Ningún trámite de la Aeronáutica, siendo yo director, se podía tramitar sin que el interesado entregara dos requisitos: el certificado de estupefacientes del Ministerio de Justicia y el visto bueno de la Brigada de la Jurisdicción. Además todo permiso de operación de una aerolínea requería audiencia pública (…) Es muy fácil ir a los archivos y ver cuáles fueron las autorizaciones que se hicieron durante ese período, para establecer cuáles fueron irregulares".
Álvaro Uribe, 18 de febrero de 2002

Con respecto a la afirmación de que Uribe participó como alcalde de Medellín en proyectos comunitarios, como la construcción de un barrio para pobres conocido como "Medellín sin Tugurios" para ayudar a "lavar" la imagen del narcotraficante Pablo Escobar, la Embajada señaló que Uribe había respondido a acusaciones similares en una entrevista concedida en el periódico colombiano El Espectador el 19 de febrero de 2002:

"Absolutamente falso. Cuando yo estaba en la Alcaldía de Medellín, el barrio Medellín sin Tugurios ya estaba construido. Mi alcaldía nada tuvo que ver con él, ni yo en lo personal".
Álvaro Uribe, 19 de febrero de 2002

Con respecto a las afirmaciones de que Alberto Uribe Sierra había sido solicitado en extradición por los Estados Unidos y que estaba vinculado con el "Clan Ochoa" de la cocaína, la Embajada señaló que el libro Los jinetes de la cocaína de Fabio Castillo había sido refutado en múltiples ocasiones por información falsa, que el mismo Álvaro Uribe le pidió a la Procuraduría General que examinara las denuncias de Castillo en su libro, y que en los casos investigados se determinó la absoluta transparencia de la gestión de Uribe Sierra. Añadió que Uribe Sierra jamás fue solicitado en extradición por los Estados Unidos. Citó la misma entrevista concedida a El Tiempo:

"Lo que nos unía no era el narcotráfico sino los caballos. Cuando yo era niño el caballismo en Antioquia era un motivo de orgullo. No tenía ninguna de las connotaciones que adquirió posteriormente. Mi papá y don Fabio Ochoa eran amigos y rivales en ese medio. Mis hermanos y yo participábamos en todas las ferias equinas compitiendo contra sus hijos en los años 60 y 70. Era un mundo sano, de fincas, caballos, tiple, aguardiente y poesía. Luego, por circunstancias conocidas, cada familia tomó caminos diferentes. A pesar de eso y aunque mi papá fue asesinado por las Farc hace ya 19 años, quedó en el aire la leyenda de la amistad entre mi padre y don Fabio Ochoa".
Álvaro Uribe, 19 de febrero de 2002